# Cassidinidea ovalis
Cassidinidea ovalis là một loài chân đều trong họ Sphaeromatidae. Loài này được Say miêu tả khoa học năm 1818.